# Ciclismo ai Giochi della XIX Olimpiade - Inseguimento a squadre
La prova dell'inseguimento a squadre di ciclismo su pista dei Giochi della XIX Olimpiade si svolse dal 19 al 21 ottobre 1968 al Velódromo Olímpico Agustín Melgar di Città del Messico, in Messico.

## Programma
| Data            | Round            |
| --------------- | ---------------- |
| 19 ottobre 1968 | Qualificazioni   |
| 19 ottobre 1968 | Quarti di finale |
| 20 ottobre 1968 | Semifinali       |
| 21 ottobre 1968 | Finali           |

## Risultati

### Primo turno
I migliori otto tempi si qualificarono ai quarti di finale.
| Manche | Nazione           | Atleti                                                                                       | Tempo   | Posizione | Note |
| ------ | ----------------- | -------------------------------------------------------------------------------------------- | ------- | --------- | ---- |
| 1      | Thailandia        | Pakanit Boriharnvanakhet Somchai Chantarasamrit Boontom Prasongquamdee Chainarong Sophonpong | 4'56"80 | 20        |      |
| 1      | Taiwan            | -                                                                                            | NP      |           |      |
| 2      | Cuba              | Sergio Martínez Roberto Menéndez Raúl Marcelo Vázquez Inocente Lizano                        | 4'34"96 | 18        |      |
| 2      | RD del Congo      | -                                                                                            | NP      |           |      |
| 3      | Stati Uniti       | David Chauner Skip Cutting Steve Maaranen John Vande Velde                                   | 4'32"87 | 16        |      |
| 3      | Colombia          | Luis Saldarriaga Severo Hernández Mario Vanegas Martín Rodríguez                             | 4'32"98 | 17        |      |
| 4      | Svezia            | Gösta Pettersson Sture Pettersson Erik Pettersson Tomas Pettersson                           | 4'30"03 | 14        |      |
| 4      | Trinidad e Tobago | Robert Farrell Phillip Richardson Salim Mohammed Noel Luces                                  | 4'48"64 | 19        |      |
| 5      | Belgio            | Ernest Bens Ronny Vanmarcke Willy Debosscher Paul Crapez                                     | 4'26"14 | 8         | Q    |
| 5      | Argentina         | Ernesto Contreras Juan Alberto Merlos Roberto Breppe Carlos Miguel Álvarez                   | 4'26"22 | 9         |      |
| 6      | Danimarca         | Gunnar Asmussen Reno Olsen Mogens Frey Jensen Peder Pedersen                                 | 4'23"58 | 5         | Q    |
| 6      | Messico           | Heriberto Díaz Agustín Alcántara Adolfo Belmonte Radamés Treviño                             | 4'30"78 | 15        |      |
| 7      | Germania Est      | Heinz Richter Wolfgang Schmelzer Rudolf Franz Manfred Ulbricht                               | 4'26"61 | 10        |      |
| 7      | Paesi Bassi       | Piet Hoekstra Henk Nieuwkamp Klaas Balk Joop Zoetemelk                                       | 4'27"17 | 11        |      |
| 8      | Cecoslovacchia    | Jiří Daler Pavel Kondr Milan Puzrla František Řezáč                                          | 4'21"88 | 4         | Q    |
| 8      | Polonia           | Wojciech Matusiak Janusz Kierzkowski Wacław Latocha Rajmund Zieliński                        | 4'23"77 | 6         | Q    |
| 9      | Germania Ovest    | Udo Hempel Karl Link Karl-Heinz Henrichs Jürgen Kissner                                      | 4'19"90 | 3         | Q    |
| 9      | Svizzera          | Walter Richard Jürgen Schneider Bruno Hubschmid Xaver Kurmann                                | 4'28"71 | 13        |      |
| 10     | Italia            | Lorenzo Bosisio Cipriano Chemello Luigi Roncaglia Giorgio Morbiato                           | 4'16"10 | 1         | Q    |
| 10     | Gran Bretagna     | Ian Alsop Harry Jackson Ian Hallam Ron Keeble                                                | 4'28"49 | 12        |      |
| 11     | Unione Sovietica  | Dzintars Lācis Stanislav Moskvin Vladimir Kuznecov Michail Koljušev                          | 4'19"29 | 2         | Q    |
| 11     | Francia           | Bernard Darmet Daniel Rébillard Jack Mourioux Alain van Lancker                              | 4'24"45 | 7         | Q    |

### Quarti di finale
I vincitori dei quattro quarti di finale si qualificarono alle semifinali.
| Manche | Posizione | Nazione          | Atleti                                                                | Tempo   | Note |
| ------ | --------- | ---------------- | --------------------------------------------------------------------- | ------- | ---- |
| 1      | 1         | Italia           | Lorenzo Bosisio Cipriano Chemello Luigi Roncaglia Giorgio Morbiato    | 4'22"48 | Q    |
| 1      | 2         | Belgio           | Ernest Bens Ronny Vanmarcke Willy Debosscher Paul Crapez              | 4'26"05 |      |
| 2      | 1         | Unione Sovietica | Viktor Bykov Stanislav Moskvin Vladimir Kuznecov Michail Koljušev     | 4'26"63 | Q    |
| 2      | 2         | Francia          | Bernard Darmet Daniel Rébillard Jack Mourioux Alain van Lancker       | 4'30"10 |      |
| 3      | 1         | Germania Ovest   | Udo Hempel Karl Link Karl-Heinz Henrichs Rainer Podlesch              | 4'27"14 | Q    |
| 3      | 2         | Polonia          | Wojciech Matusiak Janusz Kierzkowski Wacław Latocha Rajmund Zieliński | 4'38"91 |      |
| 4      | 1         | Danimarca        | Gunnar Asmussen Reno Olsen Mogens Frey Jensen Per Lyngemark           | 4'27"02 | Q    |
| 4      | 2         | Cecoslovacchia   | Jiří Daler Pavel Kondr Milan Puzrla František Řezáč                   | 4'30"76 |      |

### Semifinali
| Manche | Posizione | Nazione          | Atleti                                                          | Tempo   | Note |
| ------ | --------- | ---------------- | --------------------------------------------------------------- | ------- | ---- |
| 1      | 1         | Germania Ovest   | Udo Hempel Karl Link Karl-Heinz Henrichs Jürgen Kissner         | 4'15"76 | Q    |
| 1      | 2         | Italia           | Lorenzo Bosisio Cipriano Chemello Luigi Roncaglia Gino Pancino  | 4'16"21 |      |
| 2      | 1         | Danimarca        | Gunnar Asmussen Reno Olsen Mogens Frey Jensen Peder Pedersen    | 4'19"87 | Q    |
| 2      | 2         | Unione Sovietica | Dzintars Lācis Stanislav Moskvin Vladimir Kuznecov Viktor Bykov | 4'20"39 |      |

### Finali
| Posizione            | Nazione          | Atleti                                                              | Tempo            | Nota             |                  |                  |
| Finale per l'oro     | Finale per l'oro | Finale per l'oro                                                    | Finale per l'oro | Finale per l'oro | Finale per l'oro | Finale per l'oro |
| -------------------- | ---------------- | ------------------------------------------------------------------- | ---------------- | ---------------- | ---------------- | ---------------- |
| Oro                  | Danimarca        | Gunnar Asmussen Reno Olsen Mogens Frey Jensen Per Lyngemark         | 4'22"44          |                  |                  |                  |
| Argento              | Germania Ovest   | Udo Hempel Karl Link Karl-Heinz Henrichs Jürgen Kissner             | 4'18"94          | Squal.           |                  |                  |
| Finale per il bronzo |                  |                                                                     |                  |                  |                  |                  |
| Bronzo               | Italia           | Lorenzo Bosisio Cipriano Chemello Luigi Roncaglia Giorgio Morbiato  | 4'18"35          |                  |                  |                  |
| 4                    | Unione Sovietica | Dzintars Lācis Stanislav Moskvin Vladimir Kuznecov Michail Koljušev | 4'33"39          |                  |                  |                  |